# Стрибок з парашутом

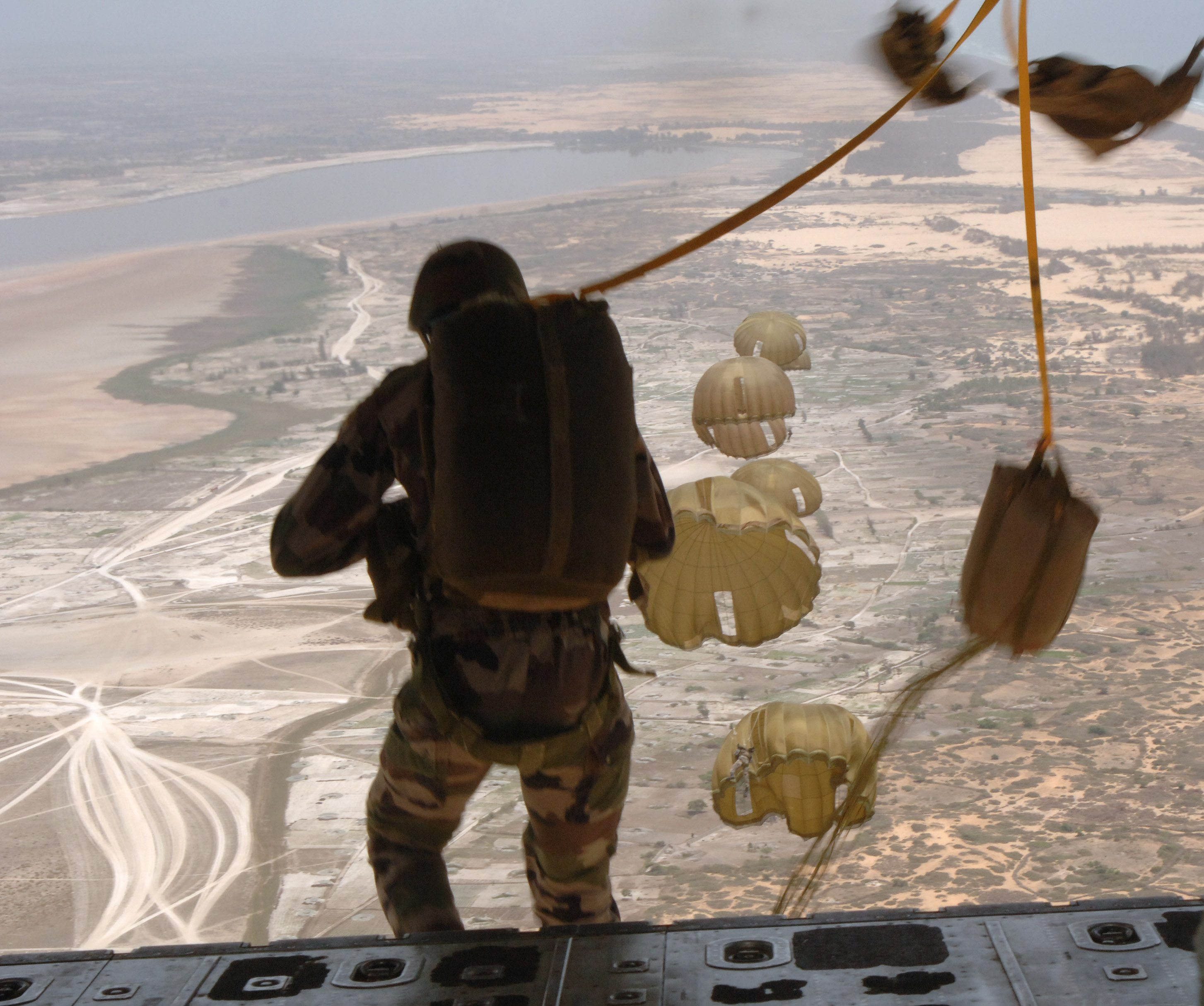
Сенегальські десантники здійснюють стрибок з примусовим розкриттям парашуту в ході військових навчань. Біля Дакару, Сенегал. 18 червня 2005

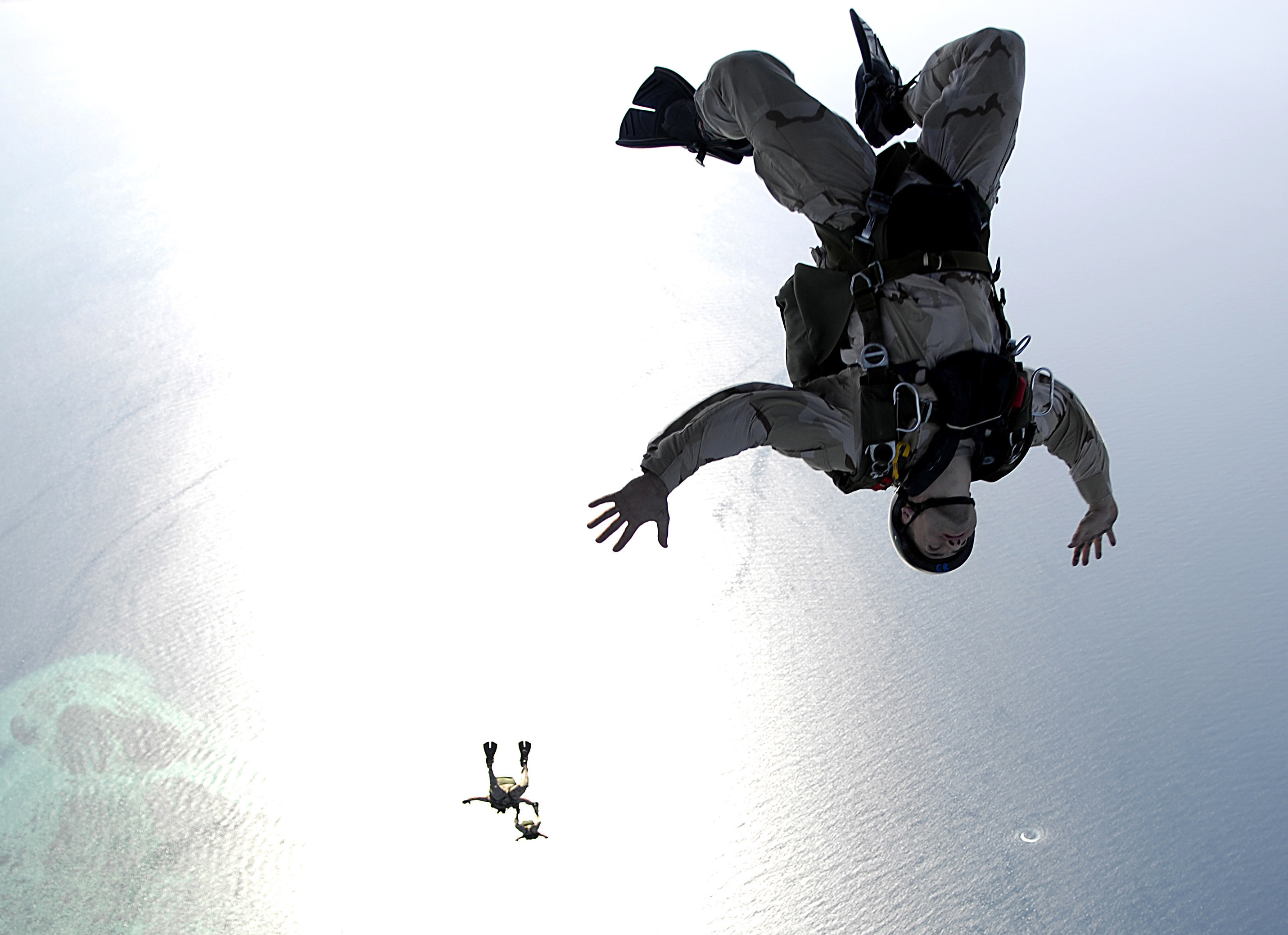
Парашутисти-рятівники ПС США здійснюють навчальні стрибки на воду біля Джибуті. 13 березня 2008

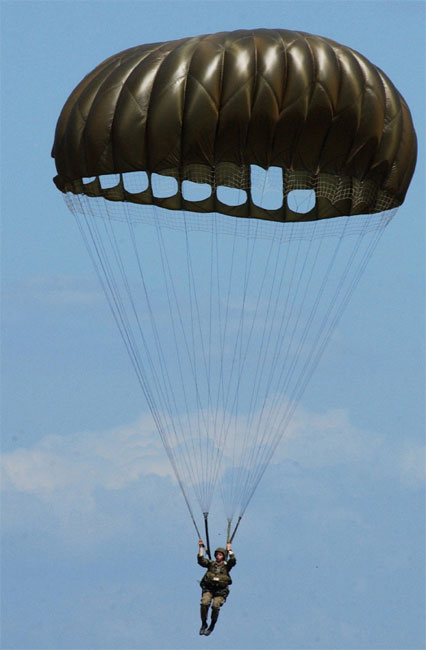
Американський морський піхотинець на парашуті серії МС1-1С

Стрибо́к із парашу́том — покидання людиною літального апарата (ЛА) для безпечного приземлення (приводнення) із застосуванням парашута. У повітряно-десантних військах стрибок із парашутом — один з основних способів десантування; у військовій авіації стрибок із парашутом забезпечує порятунок льотного складу збитих (пошкоджених) літальних апаратів.

## Класифікація стрибків із парашутом
Стрибки з парашутом класифікуються за призначенням, типом літального апарата, часом доби, способам покидання, швидкості й висоті польоту літальних апаратів, а також за аеродинамічними властивостями парашута, умовами виконання стрибка і приземлення. Для безпечного виконання будь-якого стрибка з парашутом потрібна певна спеціальна фізична та морально-психологічна підготовка. При підготовці до стрибка з парашутом можуть виконуватися стрибки з парашутної вишки.
Основними елементами стрибка з парашутом є: підготовка до відділення від літального апарата, відділення, вільне падіння до моменту розкриття парашута, розкриття парашута, зниження на парашуті з наповненим куполом, підготовка до приземлення і приземлення парашутиста. Швидкість вільного падіння залежить від висоти, щільності повітря і положення тіла (плазом, з нахилом або в угрупованні). При розкритті парашута парашутист відчуває динамічний удар силою до 5—12 кН (~ 500—1200 кгс). Розкриття парашута триває 1—4 с. Після наповнення купола необхідний певний шлях, поки швидкість падіння не зменшиться до заданої; час на цьому шляху і час наповнення купола визначають мінімально безпечну висоту стрибка. При приземленні парашутист відчуває удар силою до 2—5 кН (~ 200—500 кгс), його сила залежить від швидкості вертикального зниження, швидкості вітру і ступеня амортизації удару.

## Галерея
Стрибок із парашутом

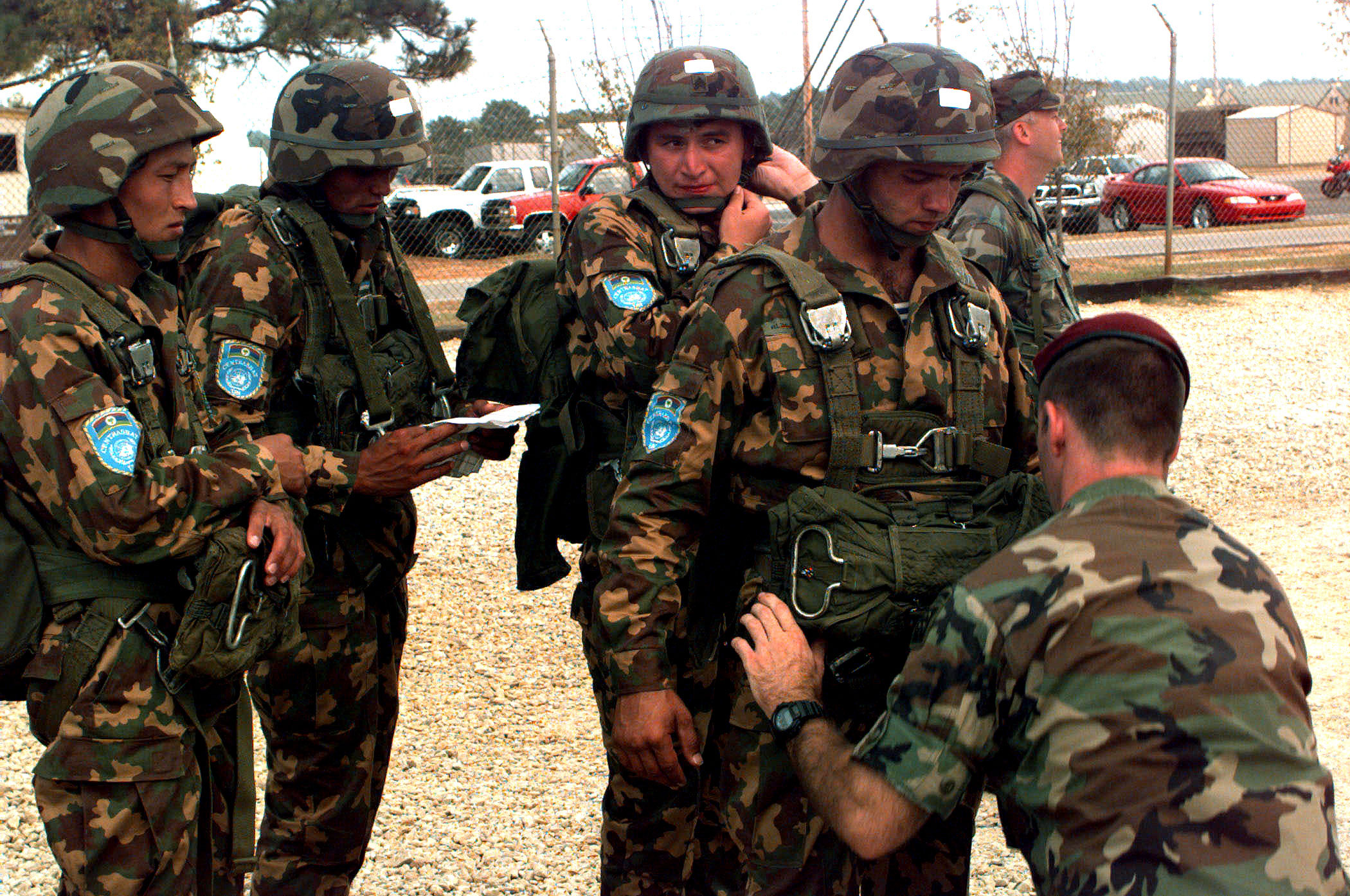
Узбецькі десантники проходять передстрибкову підготовку. Форт Брег. США
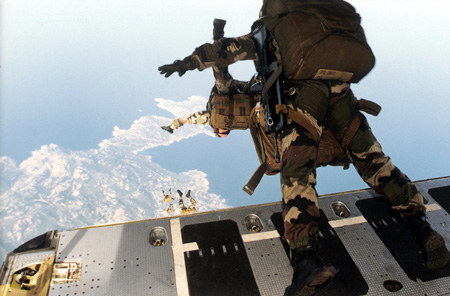
Затяжний стрибок з максимальних висот (HALO) парашутистів 2-го парашутного полку Французького іноземного легіону з військово-транспортного літака Transall C-160
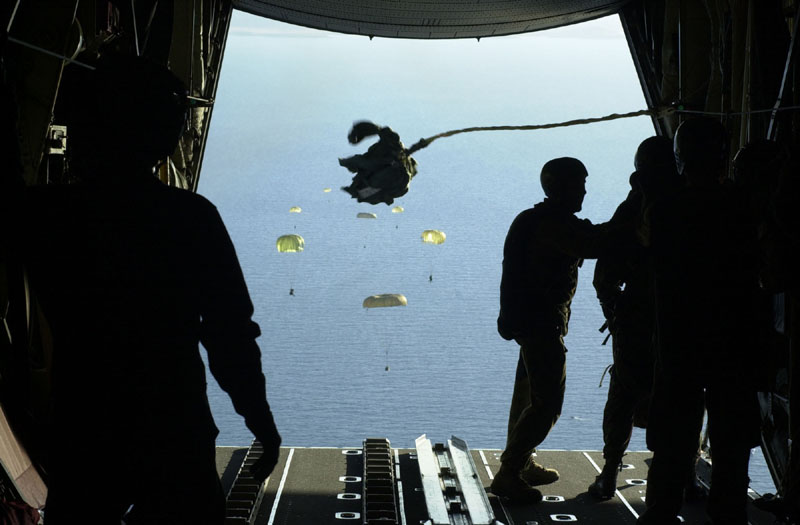
Парашутисти 1-ї роти австралійських командос здійснюють стрибок з човнами з транспортного літака C-130H на водню поверхню моря. Австралія. 15 травня 2001
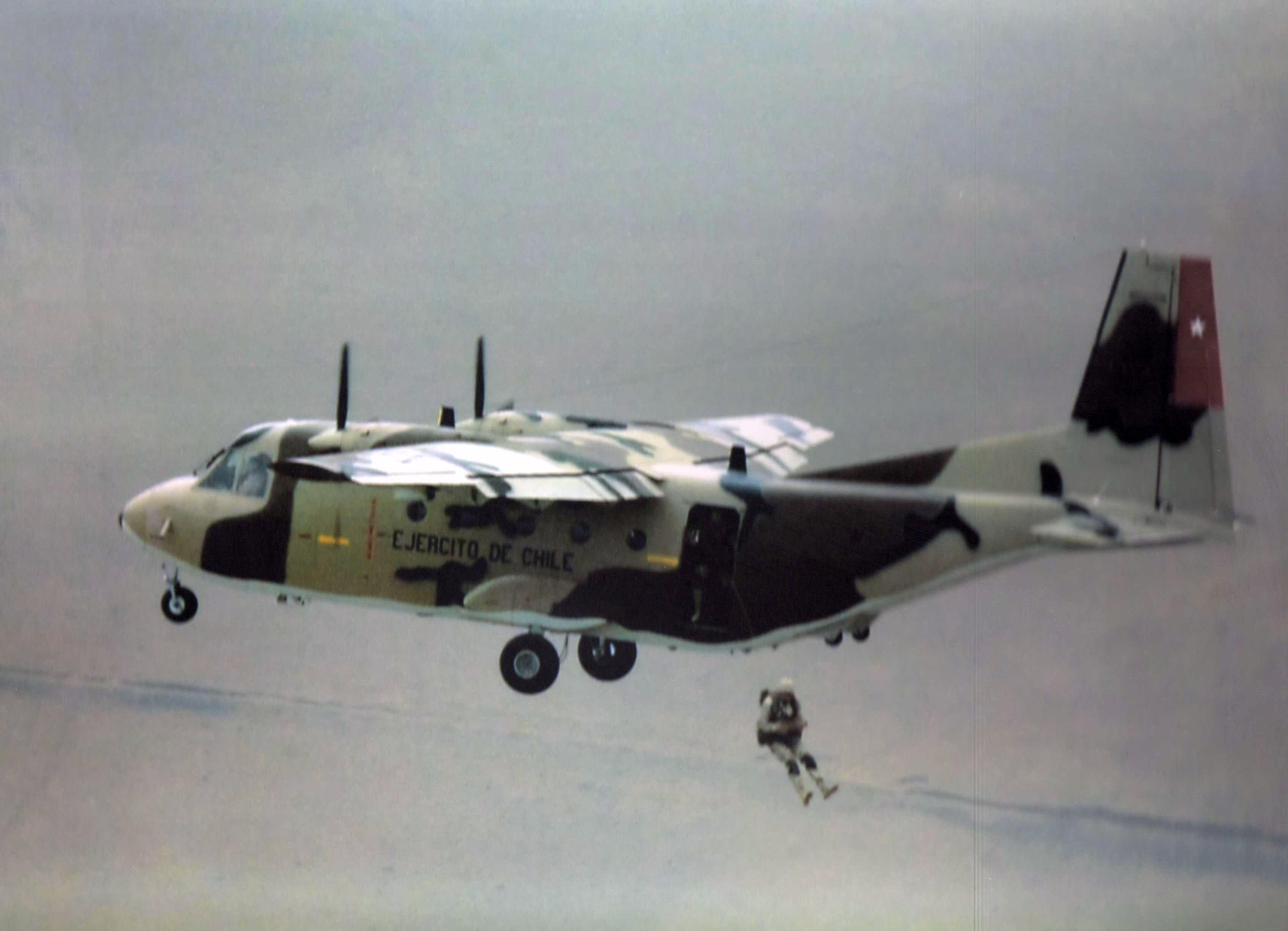
Чилійській десантник стрибає з літака CASA C-212 Aviocar
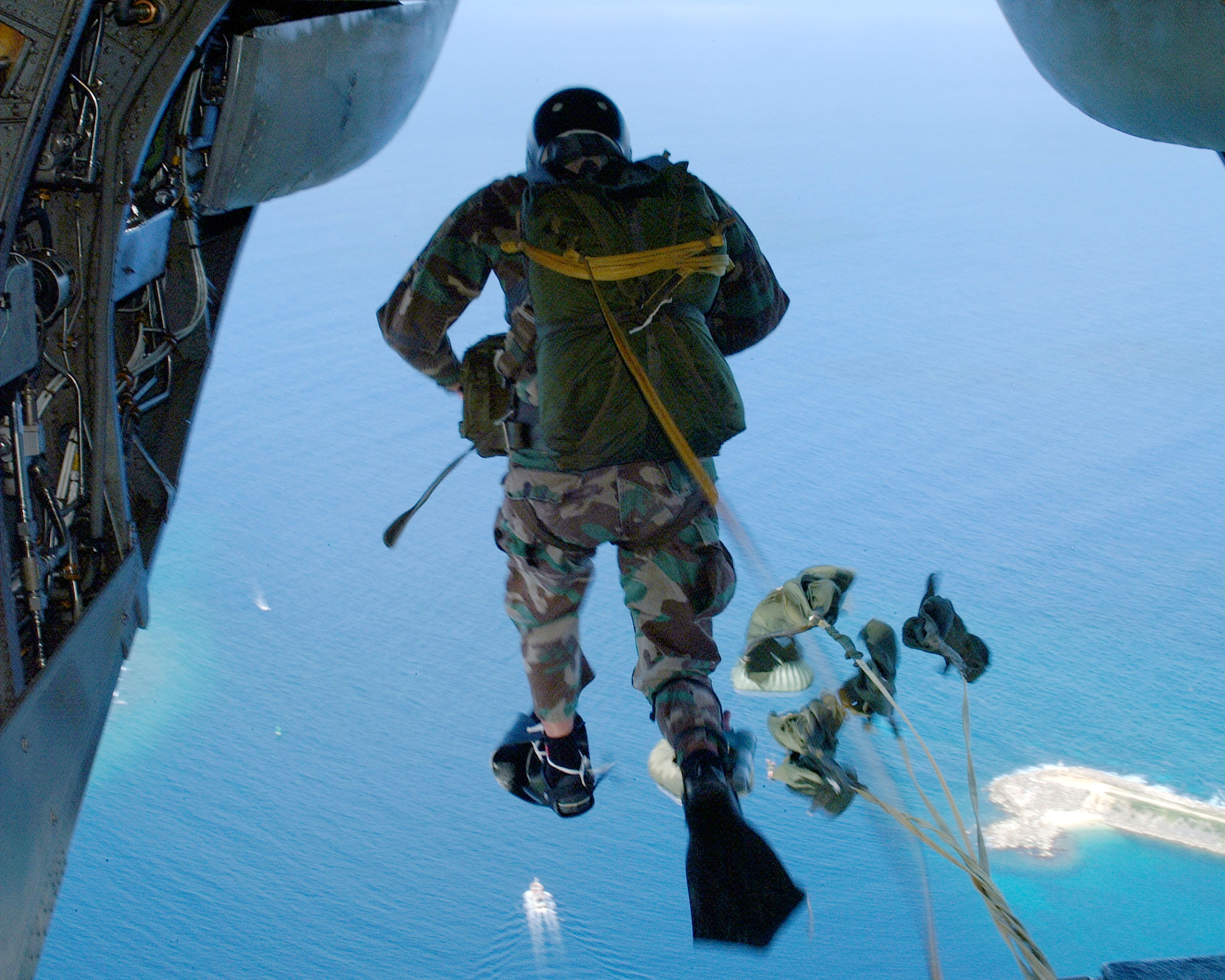
Стрибки з парашутом на воду бойових інженерів-розмінувальників у ході тренування. Острів Гуам. 25 жовтня 2001
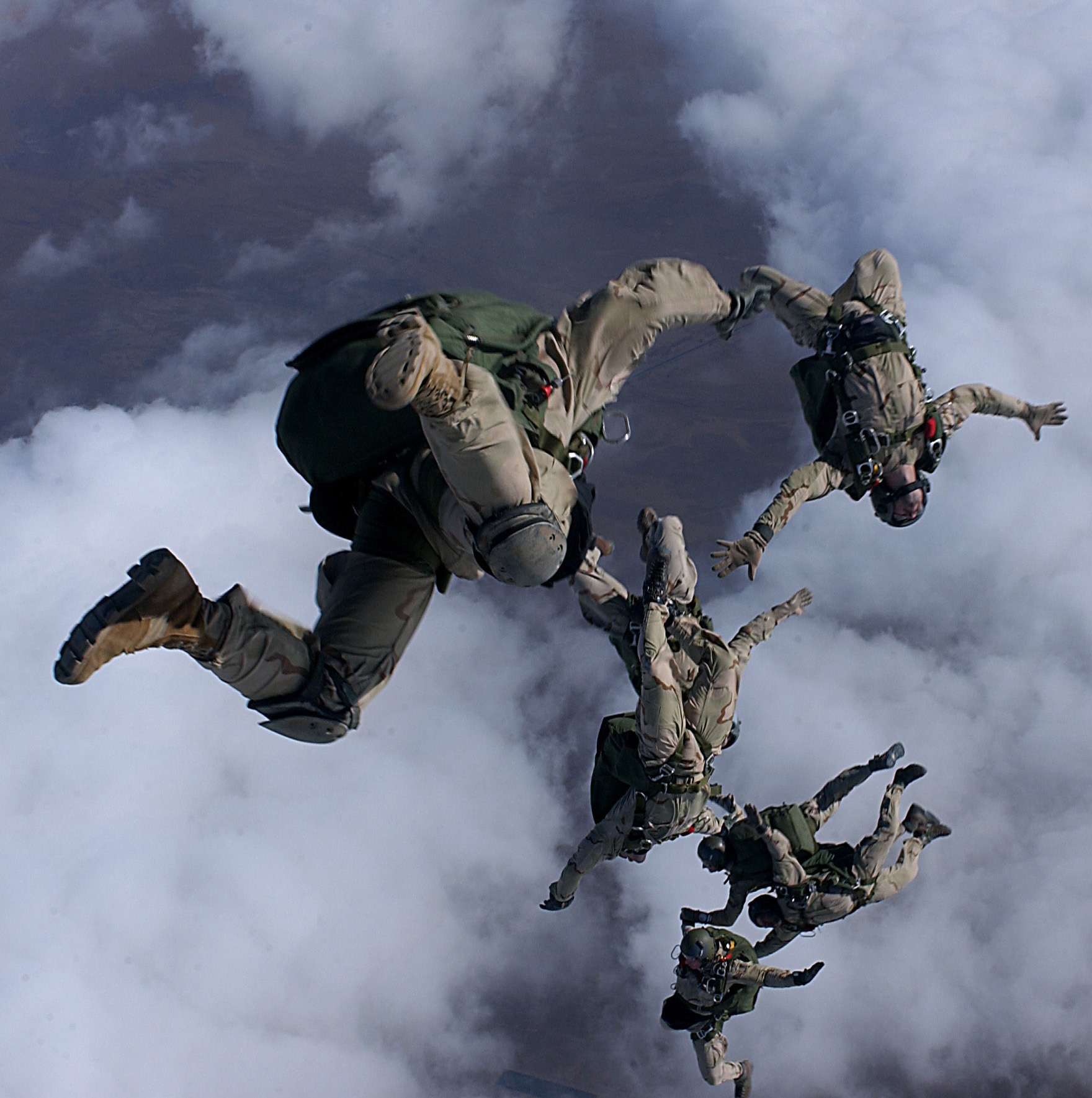
Парашутисти-рятівники спецоперацій ПС США здійснюють затяжний бойовий стрибок з висоти 4 км у ході операції «Нескорена свобода». 23 лютого 2003
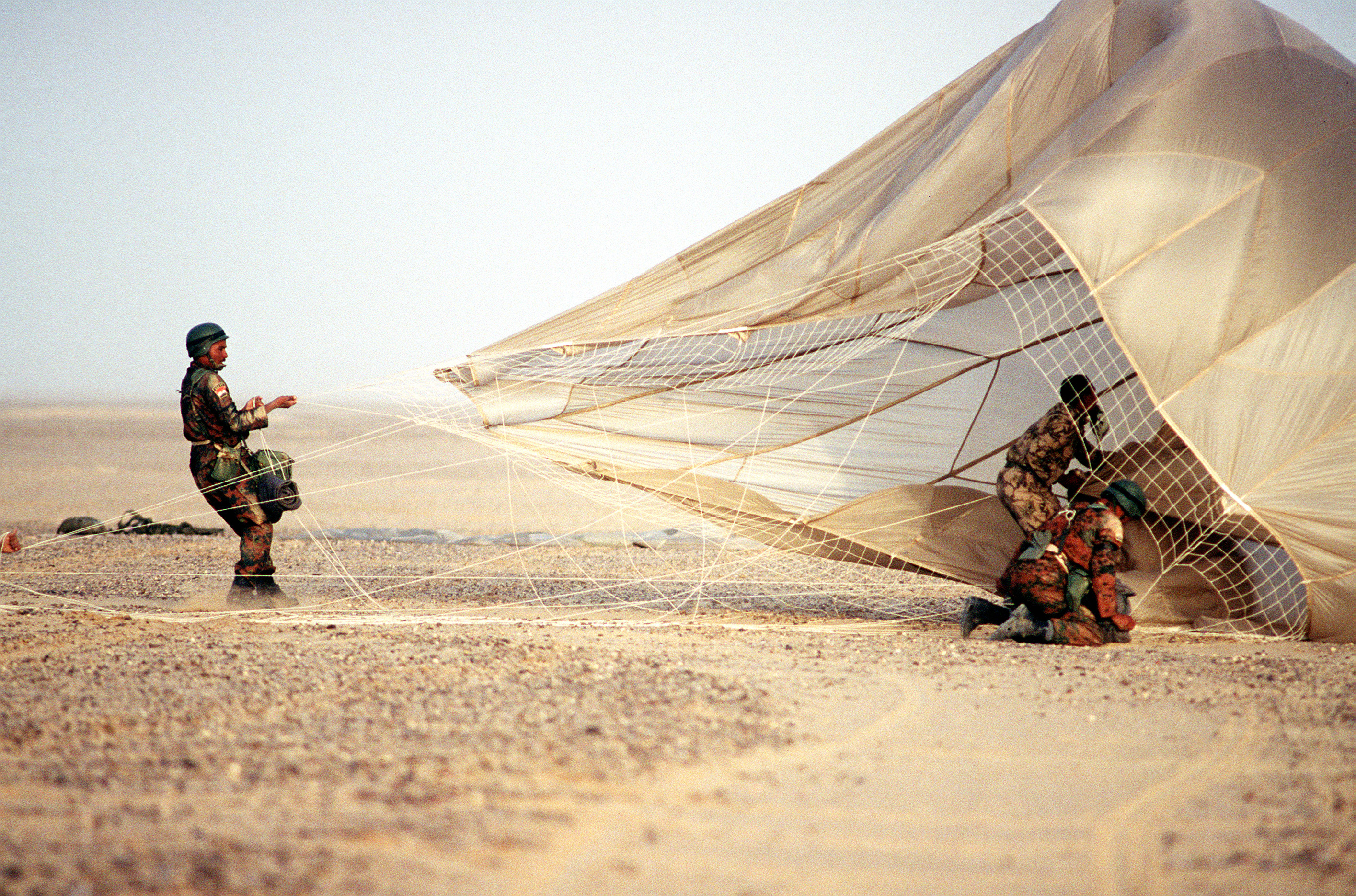
Єгипетські десантники збирають парашути після приземлення. 1996
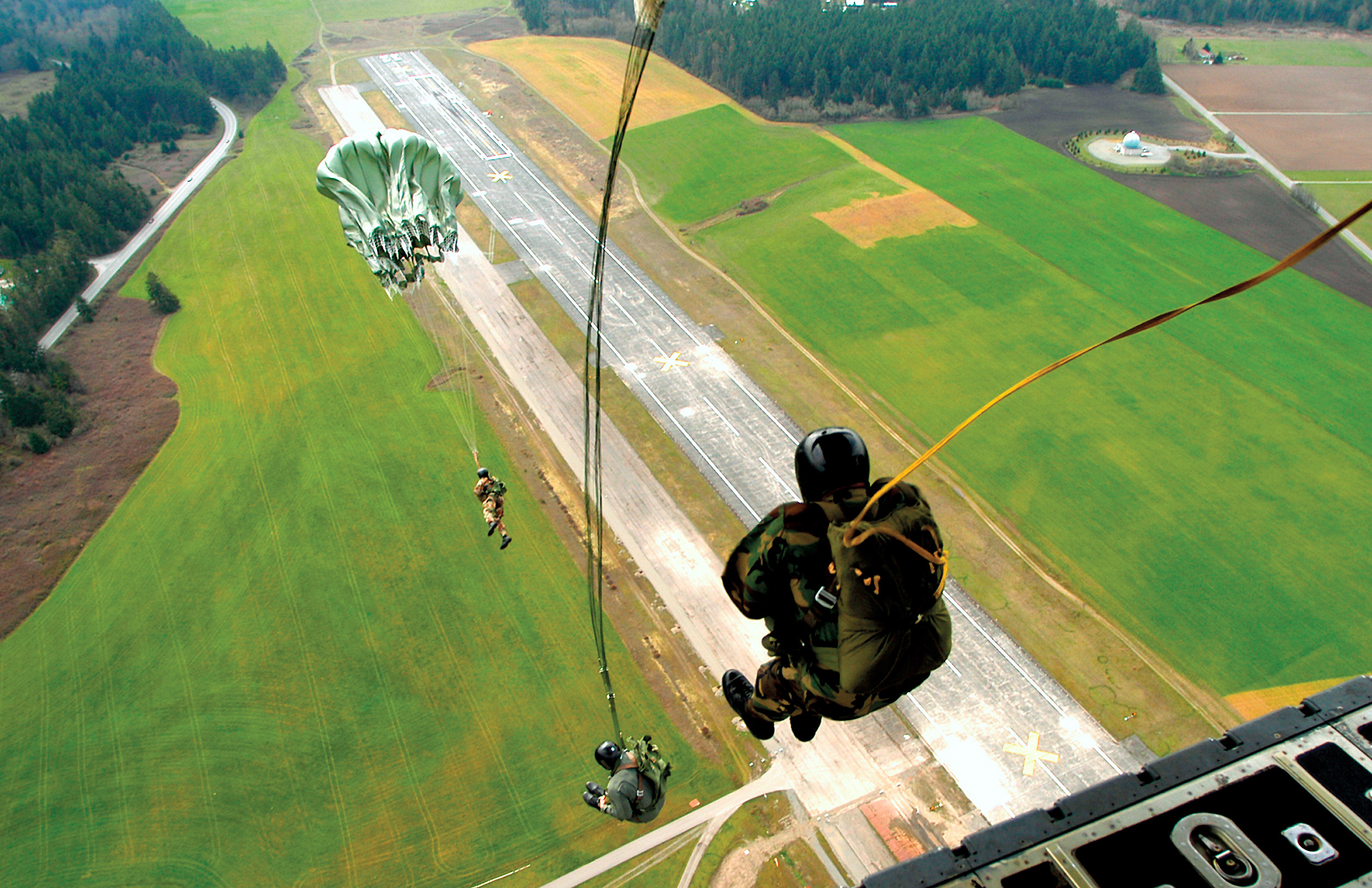
Десантування через рампу літака C-130H. 23 березня 2004
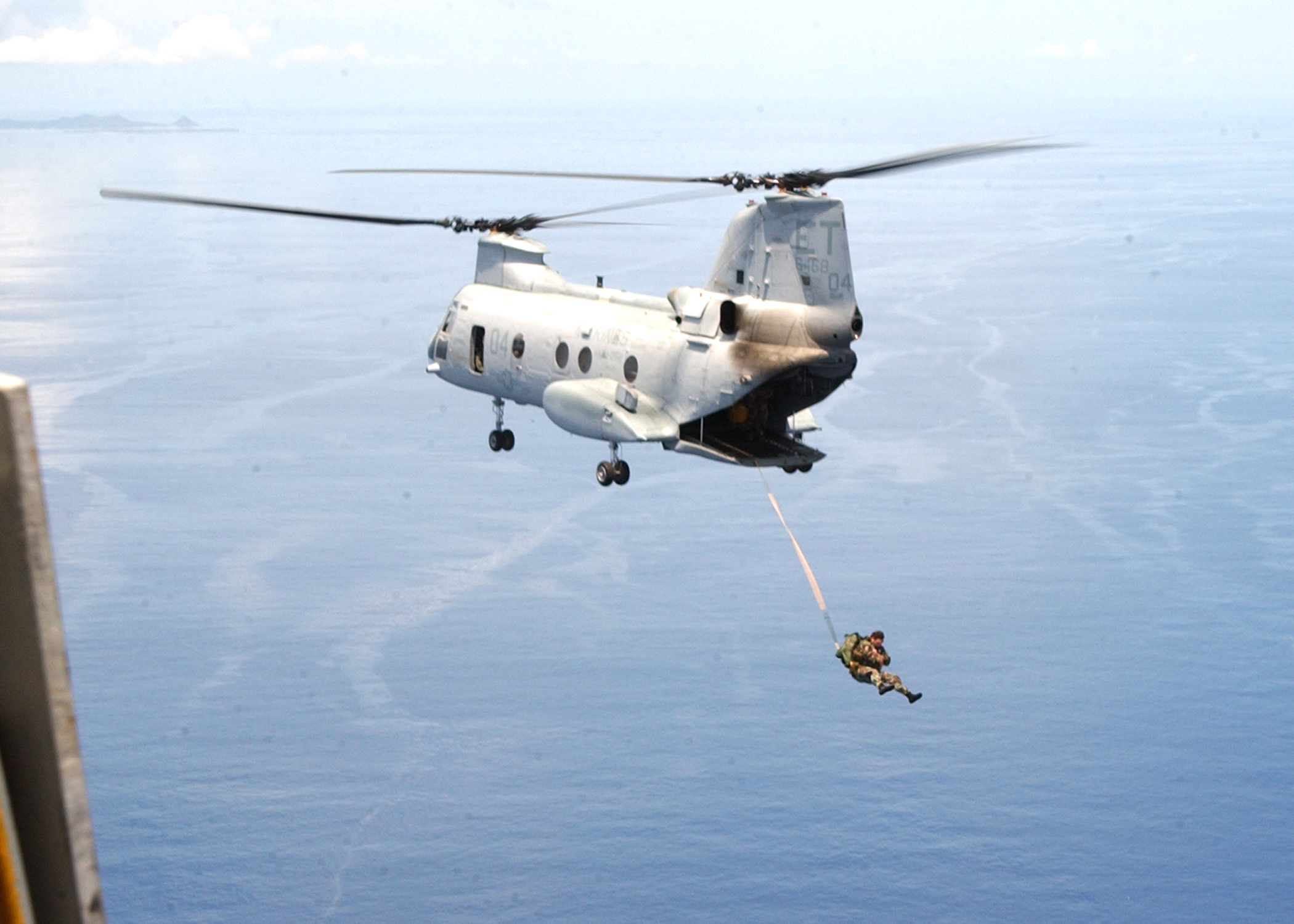
Солдат 1-го батальйону 1-го парашутного загону сил спеціальних операцій ВМС США стрибає з вертольота CH-46E Sea Knight, Окінава, Японія. 4 серпня 2004
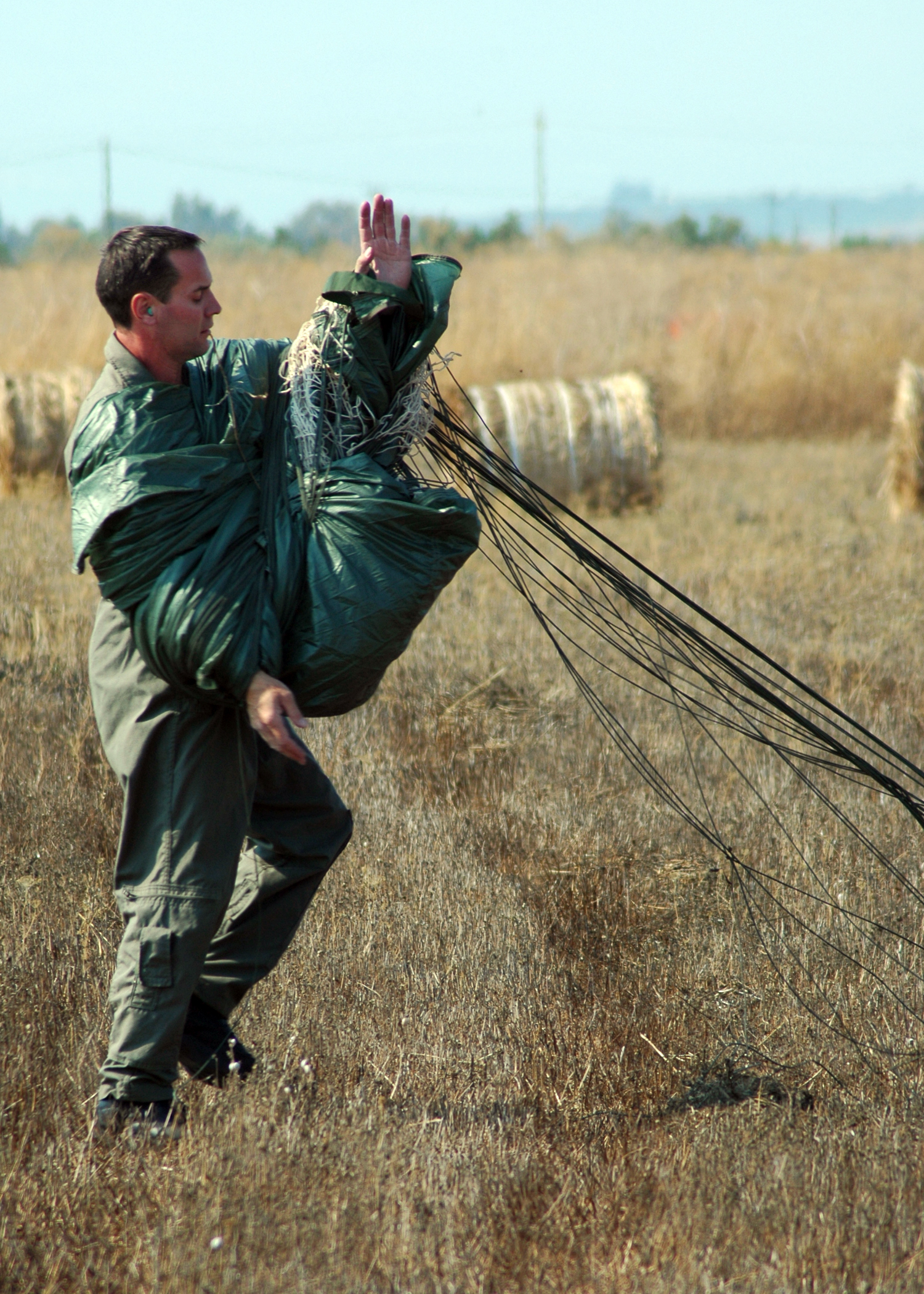
Збирання купола парашута після приземлення.